# 晨光镇
晨光镇，是中华人民共和国江西省赣州市寻乌县下辖的一个乡镇级行政单位。

## 行政区划
晨光镇下辖以下地区：
沁园春村、竹背村、岭背村、金龙村、公平村、香山村、新群村、大仙背村、司城村、高布村、江下村、六社村、桂花村、湖岽村、溪尾村、岭阳村、河角村、民裕村、龙图村、金星村和黄坑村。